# Large Electron-Positron Collider

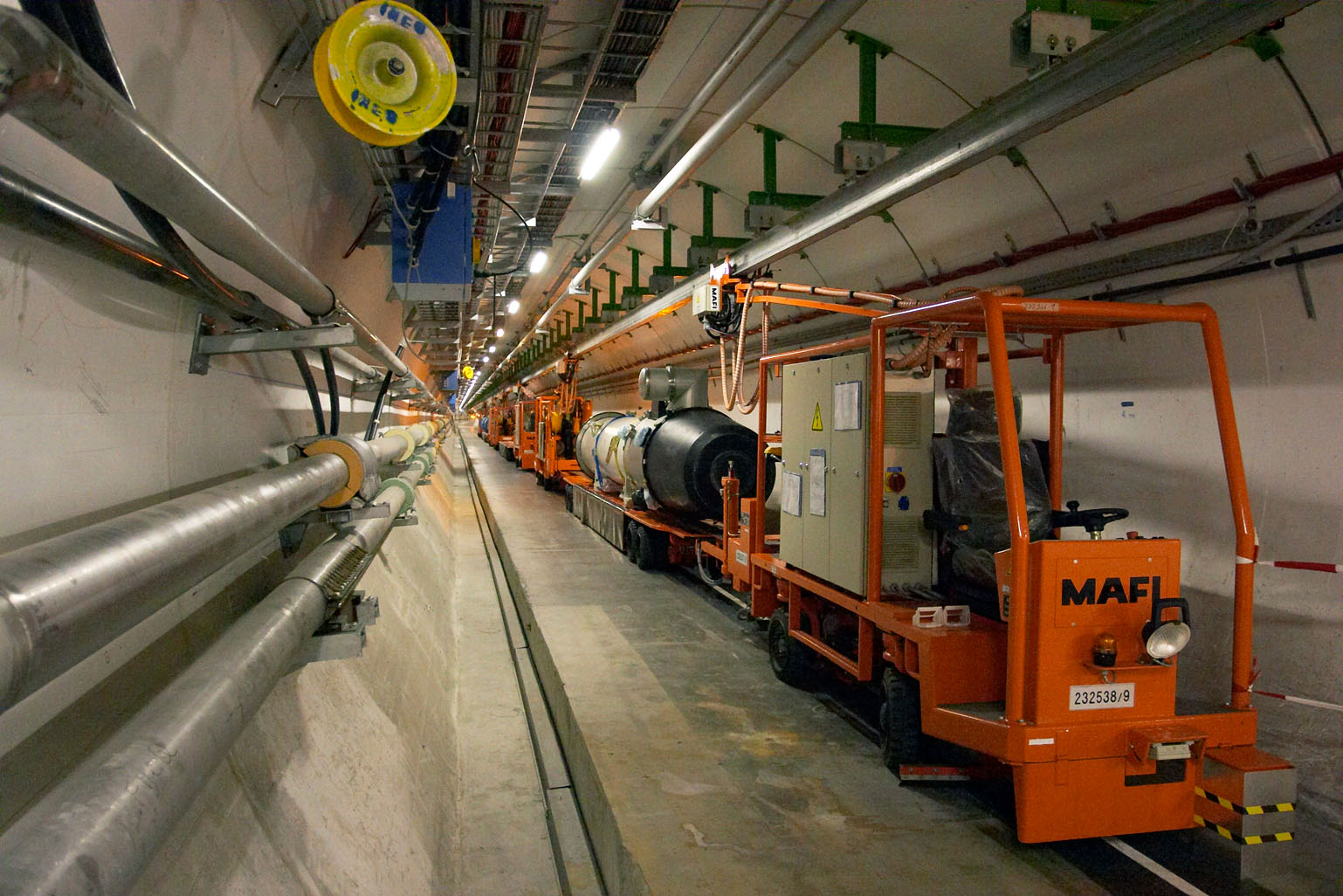
Plaatsing van magneten voor de LHC in de voormalige LEP-tunnel bij CERN

De Large Electron-Positron Collider (LEP, letterlijk: grote elektron-positronbotser) was een deeltjesversneller van CERN bij Genève in Zwitserland.
LEP had een omtrek van 27 km en lag 50 tot 175 m onder de grond in een ringvormige tunnel aan de grens tussen Zwitserland en Frankrijk. Het was een van de grootste deeltjesversnellers die ooit zijn gebouwd, en de krachtigste leptonversneller.
LEP was in bedrijf van 1989 tot 2000 en diende als versneller voor elektronen en positronen; daarbij werden zwaartepuntsenergieën bereikt tot 209 GeV in de laatste opstelling (LEP2). In de elf jaar dat LEP in gebruik was werden enkele belangrijke wetenschappelijke ontdekkingen gedaan. De precieze massa's van het W- en het Z-boson werden er bepaald, en het bewijs werd er geleverd dat er precies drie soorten neutrino's bestaan.

## Historie
Na de inbedrijfname van LEP in 1989 werden elektronen en positronen versneld tot een totale energie van elk 45 GeV om de productie van het Z-boson (met een massa van ca. 91 GeV/c2) mogelijk te maken. De versneller werd later opgevoerd om de productie van paren van W-bosonen (elk met een massa van ca. 80 GeV/c2) mogelijk te maken. De hoogste energie die met LEP werd gehaald was 209 GeV, kort voor de buitenbedrijfstelling aan het eind van 2000. Daarna werd de versneller ontmanteld om plaats te maken voor de bouw van de Large Hadron Collider (LHC).

## Werking

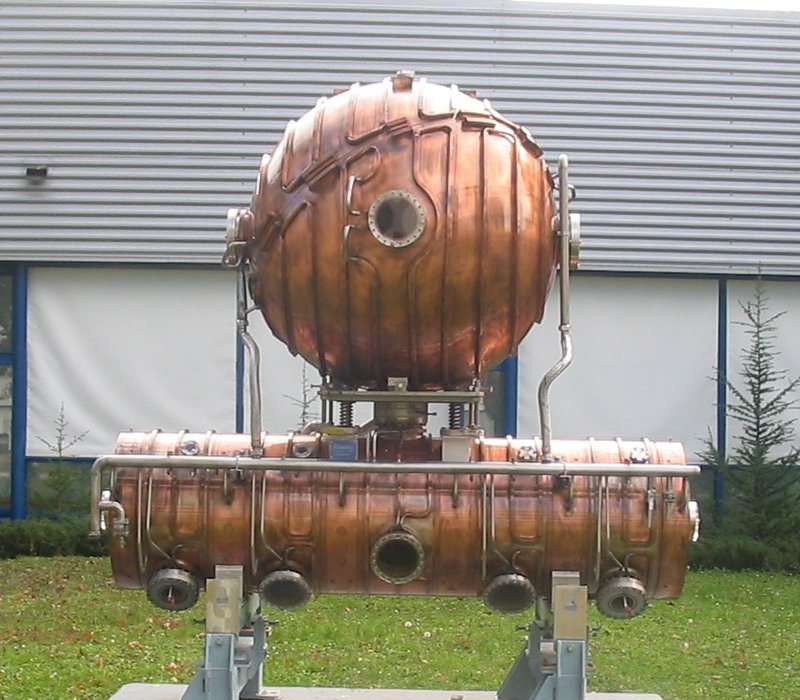
Een oude RF-resonator van LEP, nu te zien bij de Microkosmos-tentoonstelling bij CERN

Het Super Proton Synchrotron (SPS, een oudere ringvormige versneller) werd gebruikt om elektronen en positronen te versnellen tot vrijwel de lichtsnelheid. Ze worden dan in de ring geïnjecteerd. De ring van LEP bestaat, net als alle ringvormige versnellers, uit vele magneten die de elektrisch geladen deeltjes in een cirkelvormige baan houden (zodat ze binnen de ring blijven), RF-versnellers die de deeltjes versnellen met radiofrequente golven, en quadrupolen die de deeltjes gebundeld houden. De functie van de versneller is niet zozeer het verhogen van de snelheid (die is al vrijwel gelijk aan de lichtsnelheid), maar het verhogen van de energie, zodat bij botsingen nieuwe zware deeltjes kunnen ontstaan.
De deeltjes worden versneld tot de hoogst mogelijke energie en gebundeld in groepjes (zogenaamde bunches). Dan worden deze groepjes elektronen en positronen met elkaar in botsing gebracht op de daarvoor bestemde plekken in de detectoren. Bij een botsing tussen elektron en positron neutraliseren de deeltjes elkaar en er ontstaat een virtueel foton of Z-boson. Dat virtuele deeltje vervalt vrijwel onmiddellijk tot andere elementaire deeltjes, die vervolgens worden gedetecteerd door enorme deeltjesdetectoren.

## Detectoren
LEP had vier detectoren, gebouwd in ondergrondse ruimtes rond de botsingslocaties. Elke detector was zo groot als een klein huis en kon deeltjes waarnemen aan de hand van hun energie, hun impuls en hun elektrische lading.
Daaruit konden natuurkundigen afleiden wat voor botsing er had plaatsgevonden en wat voor deeltjes daarbij betrokken waren.
Door statistische analyse van deze gegevens wordt kennis opgedaan over de fysica van elementaire deeltjes.
De vier detectoren (ook "experimenten" genoemd) waren ALEPH, Delphi, L3 en OPAL. Ze waren gemaakt naar verschillend ontwerp.

## Resultaten
Met de resultaten van de LEP-experimenten konden precieze waarden worden bepaald van vele grootheden in het standaardmodel van de deeltjesfysica, met name de massa's van het Z-boson en het W-boson (die werden ontdekt in 1983 met een eerdere versneller van CERN). Daarmee kreeg het standaardmodel een stevige basis van experimentele gegevens.
Nauwkeurige metingen die betrekking hadden op de massa van het Z-boson leidden tot de conclusie dat er precies drie neutrino's in het standaardmodel pasten, niet meer en niet minder. Kort voor het buiten bedrijf stellen van LEP werden er onduidelijke aanwijzingen gevonden dat het higgsboson zou kunnen zijn waargenomen. Er werd een aantal maanden extra geëxperimenteerd, echter zonder resultaat.